# Holton cum Beckering
Holton cum Beckering is een civil parish in het bestuurlijke gebied West Lindsey, in het Engelse graafschap Lincolnshire met 136 inwoners.